# Pemecutan Klod
Pemecutan Klod is een bestuurslaag in het regentschap Denpasar van de provincie Bali, Indonesië. Pemecutan Klod telt 45.552 inwoners (volkstelling 2010).